# بيتون (كورنوال)
بيتون (بالإنجليزية: Boyton, Cornwall)‏ هي قرية وأبرشية مدنية تقع في المملكة المتحدة في إنجلترا. يقدر عدد سكانها بـ 425 نسمة .